# Jogos Centro-Asiáticos de 2003
Os Jogos Centro-Asiáticos de 2003 foram a quarta edição do evento multiesportivo, que ocorreu em Dushanbe, no Tajiquistão.

## Participantes
Cinco países participaram do evento:
- Cazaquistão
- Quirguistão
- Tajiquistão
- Turquemenistão
- Uzbequistão